# Idaea infuscata
Idaea infuscata là một loài bướm đêm trong họ Geometridae.